# Aad van der Vaart

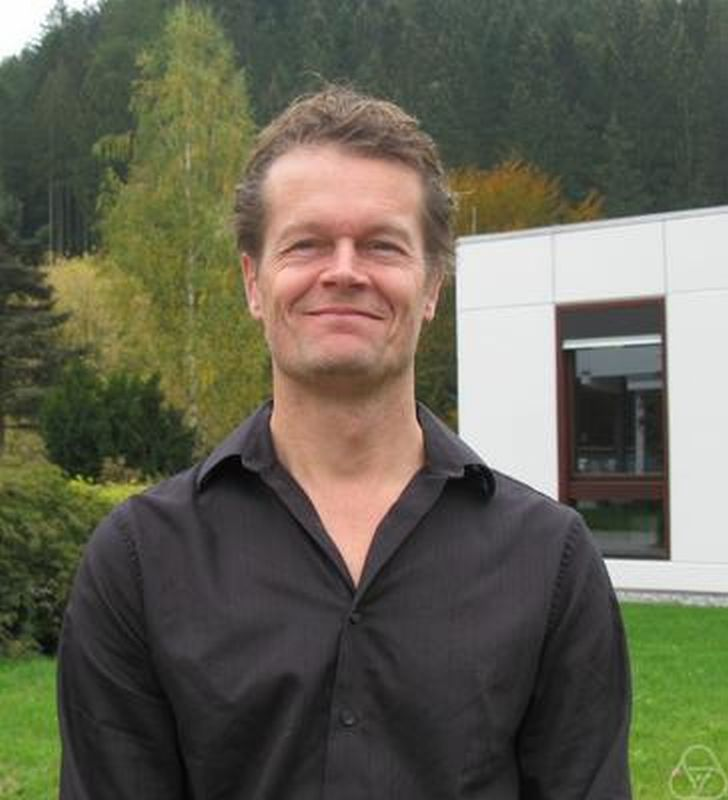
Aad van der Vaart, 2011

Aad van der Vaart (* 12. Juli 1959 in Vlaardingen) ist ein niederländischer Mathematiker und Stochastiker. Er ist Professor für Stochastik an der Universität Leiden.
Aad van der Vaart studierte Mathematik, Philosophie und Psychologie an der Universität Leiden und wurde dort 1987 bei Willem Rutger van Zwet in Mathematik promoviert (Statistical Estimation in Large Parameter Spaces). Er forschte und lehrte an der Texas A&M University in College Station in Texas und in Paris und war lange Professor an der Freien Universität Amsterdam, an der er 2002 bis 2006 der Mathematikfakultät vorstand. Er ist seit 2012 Professor in Leiden.
Er war Gastprofessor in Berkeley, Harvard und der University of Washington in Seattle. Er steht der Abteilung Mathematik am Lorentz Center sowie dem europäischen Rat der Bernoulli Society vor, ist wissenschaftlicher Vorstand des Thomas Stieltjes Institute for Mathematics und Mitglied im Rat des International Statistical Institute.
Er befasste sich mit unendlichdimensionalen statistischen Modellen und sehr hochdimensionalen Modellen. Er entwickelte eine asymptotische Theorie statistischer Abschätzungen für unendlichdimensionale Modelle und Bayessche Prozeduren für unendlichdimensionale Modelle. Er befasste sich mit Anwendungen statistischer Methoden in der Krebsforschung und -diagnostik, statistischer Genetik, historischer Demographie und Analyse von Computertomographischen Daten.
2003 erhielt er den Dantzig-Preis, 2015 den Spinoza-Preis und 2012 einen ERC Advanced Grant. Er ist Mitglied der Königlich Niederländischen Akademie der Wissenschaften. 2010 war er Invited Speaker auf dem Internationalen Mathematikerkongress in Hyderabad (Bayesian Regularization).
Er war Mitherausgeber von Annals of Statistics, Statistica Neerlandica, Annales de l'Institut Henri Poincare, Probability Theory and Related Fields, Statistics and Decisions und ist Mitherausgeber von Indagationes Mathematicae, Journal of Statistical Planning and Inference und ALEA. 2003 bis 2007 war er Präsident der Nederlands Society for Statistics and Operations Research.

## Schriften
- Statistical Estimation in Large Parameter Spaces. CWI Tract 44, 1988. (Erweiterung der Dissertation)
- Mit Jon A. Wellner: Weak Convergence and Empirical Processes – With Applications to Statistics (= Springer Series in Statistics). Springer, New York 1996, ISBN 978-1-4757-2547-6, doi:10.1007/978-1-4757-2545-2.
- Asymptotic Statistics. Cambridge University Press, 1998.
- Semiparametric Statistics. In: Ecole d'Eté de Probabilités de Saint-Flour XXIX - 1999. Springer, 2002.
- Mit Fetsje Bijma und Marianne Jonker: Inleiding in de Statistiek. Epsilon, 2013.
- Mit Subhashis Goshal: Fundamentals of Nonparametric Bayesian Inference. Cambridge University Press, 2012.
- On the asymptotic information bound. In: The Annals of Statistics. Band 17, 1989, S. 1487–1500.
- An asymptotic representation theorem. In: International Statistical Review. Band 59, 1991, S. 97–121.
- Superefficiency. In: David Pollard, Erik Torgersen, Grace L. Young: Festschrift for Lucien Le Cam: Research Papers in Probability and Statistics. Springer, 1997, S. 397–410.
- Fundamentals of Nonparametric Bayesian Inference. Cambridge University Press, 2017, ISBN 978-1-139-02983-4.
- An Introduction to Mathematical Statistics. Amsterdam University Press, 2017, ISBN 978-90-485-3611-5.
- Mit Jon A. Wellner: Weak Convergence and Empirical Processes – With Applications to Statistics (= Springer Series in Statistics). 2. Auflage. Springer, Cham 2023, ISBN 978-3-03129038-1, doi:10.1007/978-3-031-29040-4.